# 미스퀸코리아
미스퀸코리아(Miss Queen Korea)는 대한민국의 미인대회다. 미스 월드, 미스 유니버스, 미스 수프라내셔널의 대한민국 대표를 선발하는 목적으로 한다.

## 같이 보기
- 미스코리아